# Григорьев, Владимир Яковлевич
Владимир Яковлевич Григорьев (род. 8 апреля 1929 года, Канаш) — советский и российский тренер по лыжным гонкам и биатлону. Заслуженный тренер РСФСР (1970). Почётный гражданин города Канаш (1997).

## Биография
Владимир Яковлевич Григорьев родился 8 апреля 1929 года в городе Канаш Чувашской Республики. Учился в средней школе № 2. В 1950 году окончил Канашский финансово-экономический колледж. В 1954 году окончил Краснознаменный военный институт физической культуры и спорта им. В. И. Ленина в Ленинграде.
Имеет первый разряд по нескольким видам спорта. Чемпион Чувашии и Поволжья по биатлону.
После окончания спортивной карьеры стал работать тренером. С 1964 по 2003 год был директором ДЮСШ Канашского гороно. Также работал тренером по биатлону в канашской ДЮСШ им. В. П. Воронкова.
Воспитал более 40 мастеров спорта СССР по лыжным гонкам и биатлону, наиболее высоких результатов среди которых добился Владимир Воронков — олимпийский чемпион 1972 года, чемпион мира 1970 года, многократный чемпион СССР.
С 1962 года женат на лыжнице Дине Фёдоровне Григорьевой (Скворцовой). Есть дочь — Надежда.

## Награды и звания
- Знак «Отличник народного просвещения РСФСР» (1966).
- Почётное звание «Заслуженный тренер РСФСР» (1970).
- Знак «За заслуги в развитии Олимпийского движения».
- Медаль «За трудовое отличие».
- Медаль «80 лет Госкомспорта СССР»[9].
- Знак «Отличник физической культуры и спорта СССР».
- Почётный гражданин города Канаш (1997)[10].
- Почётная грамота Чувашской Республики (2005).
- Заслуженный работник физической культуры и спорта Чувашской Республики (2011)[11].
- Благодарность Президента Российской Федерации (2015)[12].